# Anacamptis israelitica
Espèce
Statut de conservation UICN

 LC  : Préoccupation mineure
Anacamptis israelitica est une espèce de plantes à fleurs de la famille des Orchidaceae (les Orchidées) présente dans le nord d'Israël et le sud du Liban.